# 丸政
株式会社丸政（まるまさ）は、山梨県北杜市の駅弁業者。「高原野菜とカツの弁当」「元気甲斐」などが主力商品である。駅内外の売店、みやげ物店、食堂、仕出し弁当の製造・宅配などもおこなっている。

## 歴史[1]
- 1918年（大正7年） - 中央本線富士見駅の構内立売業者として発足。
- 1929年（昭和4年） - 小海線が開通したため、中央線と小海線の接続駅となった小淵沢に移転。社屋は小淵沢駅の小海線ホームからよく見える場所にある。
- 1938年（昭和13年） - 供養業者となり、助六寿司・お茶・アイスクリーム・牛乳などを販売。
- 1941年（昭和16年） - 富士見駅ですずらん餅を販売。
- 1944年（昭和19年）3月31日 - 弁当の販売開始。
- 1953年（昭和28年） - 合資会社丸政商会となる。社長・名取政一
- 1955年（昭和30年） - 合資会社丸政商会から株式会社丸政となる。社長・名取政一
- 1956年（昭和31年） - 小淵沢駅中央線ホームでそば店を開業。
- 1960年（昭和35年） - 小淵沢駅小海線ホームに雑貨店舗を開業。
- 1961年（昭和36年） - 小淵沢駅待合室にそば店を開業。
- 1963年（昭和38年） - 清里駅にそば店を開業。
- 1964年（昭和39年） - 富士見駅にそば店を開業。
- 1965年（昭和40年） - 長坂駅にそば店を開業。
- 1967年（昭和42年） - 長野車内販売（株）小淵沢営業所の指定を受ける。名取政一が会長・次男で専務取締役の名取正博が二代目社長に就任。
- 1970年（昭和45年） - 中央車販の指定を受ける。「高原野菜とカツの弁当」販売開始。
- 1975年（昭和50年） - 富士見駅構内のそば店を移転増築。
- 1976年（昭和51年） - 小淵沢駅待合室のそば店を移転増築。清里駅構内のそば店を移転増築社屋を新築。
- 1977年（昭和52年） - 中央自動車道八ヶ岳パーキングエリアへの弁当・みやげ品納品を開始。
- 1980年（昭和55年） - 名取政仁が三代目社長に就任、二代目社長の名取正博は会長に。業務拡大に伴う組織改正を実施、部課長制度を導入。
長野車内販売（株）の委託を受け、弁当・雑貨の販売を開始。小淵沢駅中央線ホームに売店設置。
- 1981年（昭和56年） - 中央自動車道双葉サービスエリア・諏訪湖サービスエリア各上下線の売店に弁当・みやげ品納品を開始。
- 1982年（昭和57年） - 清里駅構内に「うさぎのしっぽ」清里店をオープン。
- 1984年（昭和59年） - 小淵沢駅構内に「うさぎのしっぽ」小淵沢店をオープン。
- 1985年（昭和60年） - 小淵沢駅構内でコインロッカーの営業開始。元気甲斐の発売開始。
- 1987年（昭和62年） - 大河ドラマ・武田信玄の放映に関連して、駅弁「風林火山」を発売。
- 1993年（平成5年） - 「富士桜豚三味」を発売。
- 1995年（平成7年） - （株）マルマサホテルシステム発足。道の駅こぶちさわ内のスパティオ小淵沢の宿泊業務・レストラン運営を受託。
- 1999年（平成11年） - 「シナノユキマス」を発売。
- 2000年（平成12年） - 「山のごはん」、「鮑の炊き込みご飯」を発売。
- 2002年（平成14年） - ロサンゼルス・スーパーミツワの駅弁大会に出店。
- 2003年（平成15年） - 甲府駅100周年記念弁当「御柱弁当」を期間限定で販売。
- 2004年（平成16年）4月 - 小淵沢駅舎の隣に「デュオレールこぶちざわ」がオープン。弁当・雑貨・みやげ品などを販売。富士見 - 岡谷間100周年記念小冊子を作製。
- 2004年（平成16年）10月17日 - 日野春駅・富士見駅で開業100周年記念弁当をこの日限定で発売。
- 2004年（平成16年）12月21日 - この日限定で小淵沢駅開業100周年記念弁当を発売。
- 2005年（平成17年）8月 - 期間限定で立ち売りを復活。出水楼ブランドで餃子・焼肉弁当をロサンゼルスで販売。小海線全線開通70周年記念弁当「八ヶ岳の高原弁当」・フジザクラポーク使用の「甲州カツサンド」・「豊かな大地の恵み」を発売、「うまい甲斐」をリニューアル。
- 2006年（平成18年）- 甲州ワインで育った牛と豚肉による「まんぷく甲斐」を発売、「風林火山」をリニューアル。
- 2008年（平成20年） - 「イケてるメンチカツ弁当」・「牛肉椎茸釜めし」「甲州ワインランチ」を発売。
- 2009年（平成21年） - 甲州味鶏を使用した「甲州カツサンド（鶏）」を発売。
- 2010年（平成22年)　- 長坂駅にラーメン店「四代目丸政」をオープン。
- 2012年（平成24年） - 甲府駅北口に「丸政そば」路面店をオープン。NRE運営の東京駅「祭」に主力弁当の納入を開始。
- 2013年（平成25年） - 韮崎駅に「丸政そば」をオープン。「そば屋の天むす」、甲府駅開業110周年記念弁当を発売。
- 2016年（平成28年）4月 - 名取政義が四代目社長に就任、三代目社長の名取政仁は会長に。

### 主力駅弁

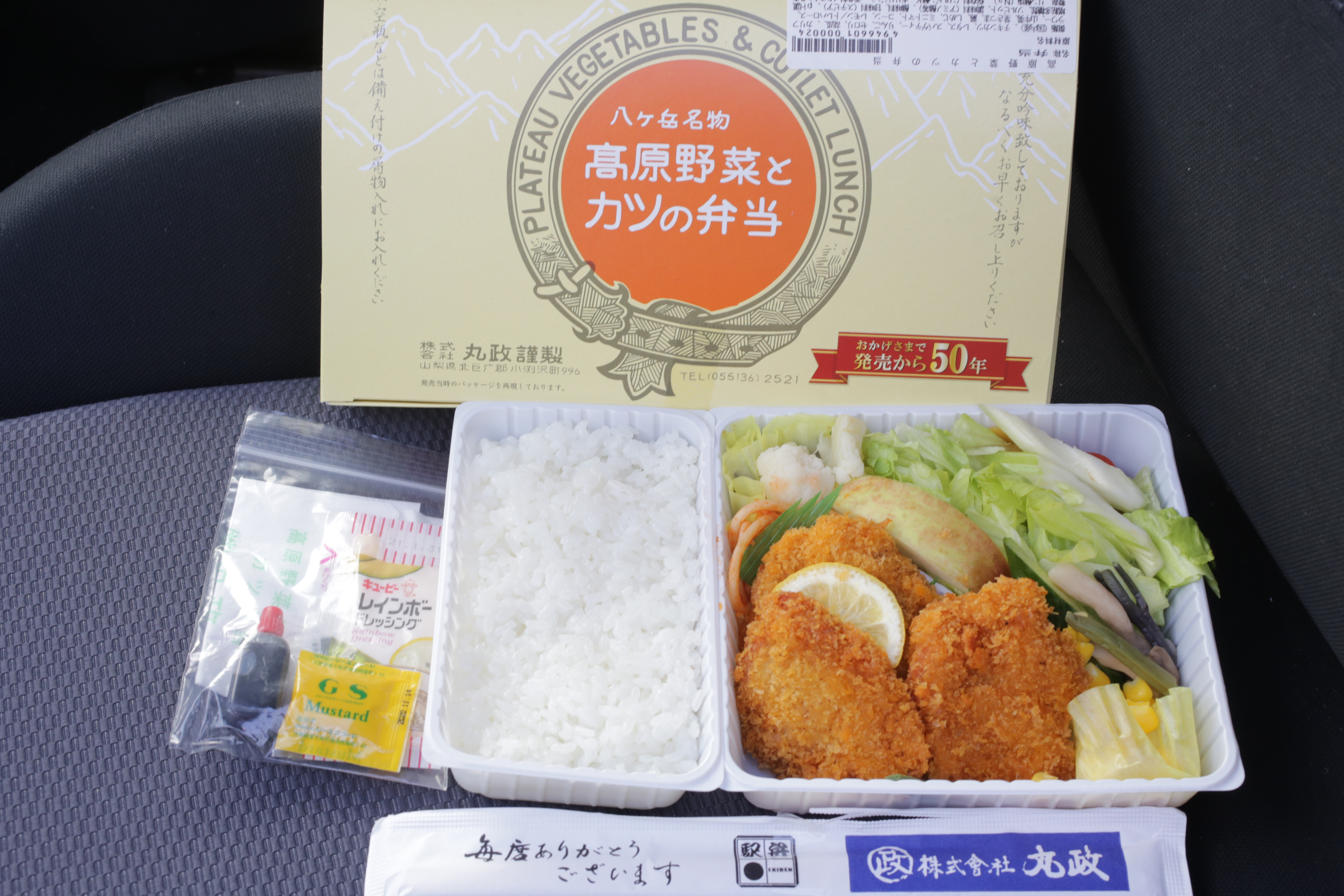
高原野菜とカツの弁当(新パッケージ版)

高原野菜とカツの弁当
1970年（昭和45年）発売開始。この地域の特産である高原野菜が生でふんだんに入った駅弁である。白いごはんにおかずはチキンカツおよび高原野菜などである。食品衛生が厳しい駅弁の場合、生野菜は使えないことが多いため、生野菜がたくさん入った駅弁は他にあまり例がない。なお、カツがチキンなのは、豚肉とすると冷めると固くなってしまい合わず柔らかさが持続できるチキンが最適と判断されたことや、高原野菜のヘルシーさと豚の脂が合わないためとされている。
元気甲斐
1985年（昭和60年）発売開始。二重の折を重ねた豪華な弁当。折それぞれに2種類の炊き込みご飯とおかず類が盛られている。もともとはテレビ朝日の番組「愛川欽也の探検レストラン」の企画から誕生したもので、折は上段が京都の「菊乃井」、下段は東京の「吉左右」が監修し、掛け紙は、伊丹十三がアートディレクション、安西水丸がイラスト、今井凌雪が題字、山本益博が弁当全体の監修を担当した  。発売初日には3,000人以上が小淵沢駅を訪れ、それまでは1日150食を売り上げるのが精一杯だったのに対し、1日で2,500食を完売するヒット商品となった。

### その他駅弁

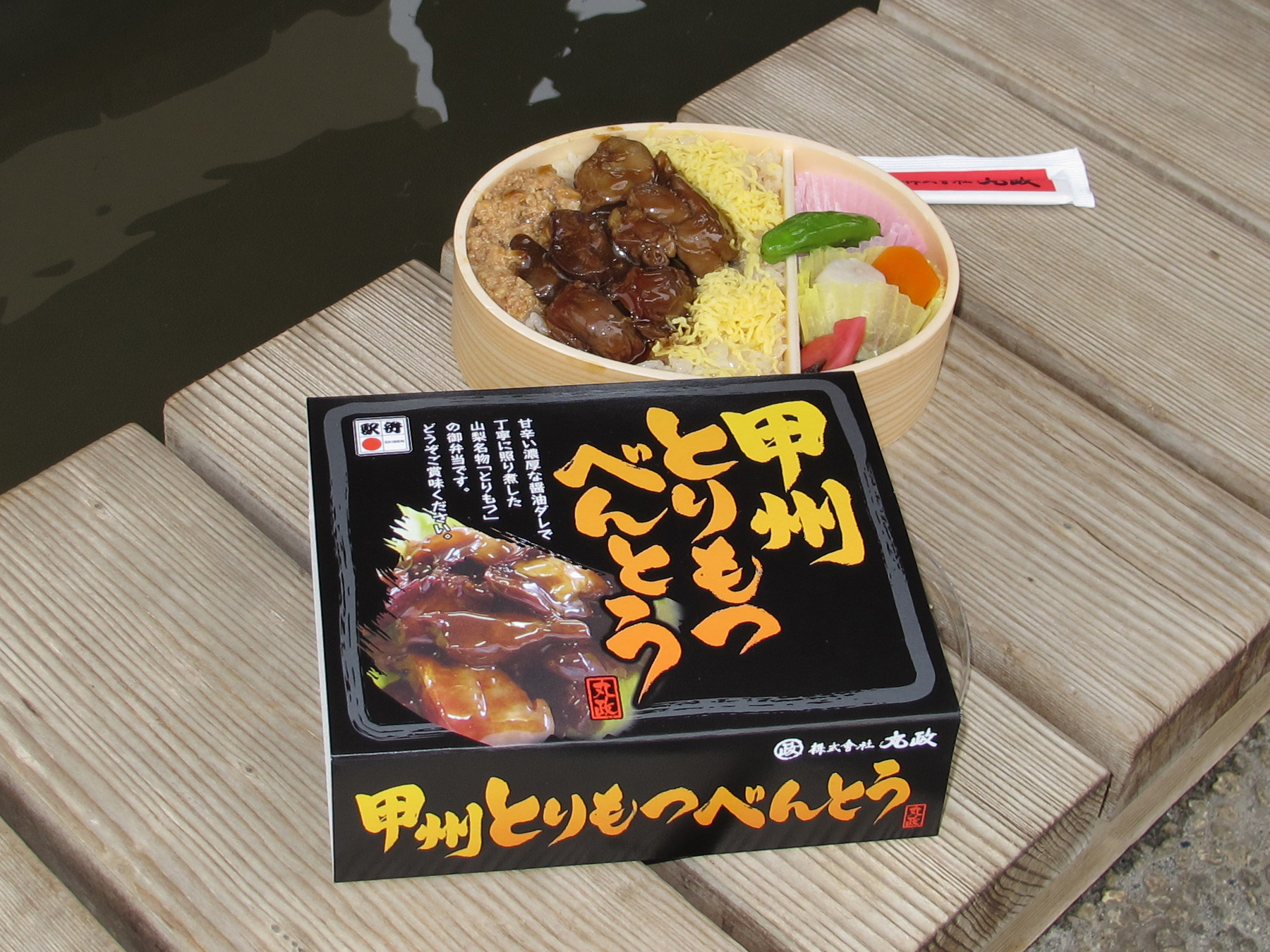
甲州とりもつべんとう

- うまい甲斐
- 風林火山
- 甲州ワインで育った牛と豚の弁当
- イケてるメンチかつ弁当
- 甲州かつサンド
- 甲州かつサンドとり
- スキヤキランチ
- 牛肉松茸釜めし
- やまのごはん
- 信濃雪鱒の押し寿司
- 山菜鶏釜めし
- とりの釜めし
- やまのごはん
- やまでいただきます
- 甲州ワインビーフの牛めし
- 甲州とりめし
- 甲州とりもつ釜めし
- 甲州とりもつべんとう
- 甲斐の国天下とりかつサンド
- 清里高原かつサンド
- 秋の味覚秋まん甲斐（秋季のみ）
- 春の味覚春まん甲斐（春季のみ）
- 竹の子ご飯（春季のみ）
- たけのこわっぱ（春季のみ）
- 御柱祭弁当（7年に1度の販売）
- 駅そば
- 牛肉すき焼きチャーハン
- うなたまチャーハン弁当
- とろとろ豚とわさびのチャーハン弁当

### 地域限定
- 秋の味覚まつたけごはん（小淵沢駅限定、秋季のみ）
- 信州高遠さくらごはん（小淵沢駅限定、春季のみ）
- 甲府駅のお弁当（甲府駅限定）

### HIGH RAIL 1375
2017年7月から運転を開始した小海線の観光列車・HIGH RAIL 1375の車内で提供される食事を納入している。
- HIGH RAIL 1号　高原ブランチ
- HIGH RAIL 星空　特製弁当・特製野沢菜カツサンド

## 販売箇所
小淵沢駅と甲府駅、茅野駅で販売を行なっている。小淵沢駅は2017年7月の駅舎改築に伴い「MASAICHI」を開店。甲府駅では日食甲陽軒が日本レストランエンタプライズ（NRE）に吸収合併され駅弁の製造を取りやめてから、主力駅弁および一部地域限定駅弁の販売を委託していたが、2018年12月に改札口脇（改札内）に「MASAICHI」を開店した。なお2024年現在、「元気甲斐」など一部の駅弁は小淵沢駅のみが通年販売で、甲府駅では土日祝日のみ、茅野駅では事前予約（10個以上）のみの扱いとなっている一方で、伊勢丹新宿店で通年販売の取り扱いがある。
その他2019年まで清里駅でおぎのやと共同で店舗を構えていた（冬季期間は閉鎖）。
小淵沢、韮崎、長坂、富士見の各駅と甲府駅北口近く（驛前そば 甲府駅北口店）では駅そばの営業も行っている。駅そばでは、通常の蕎麦・うどんの他に、2013年頃から黄そば（中華麺）も提供している。
以前は一部の特急あずさ・スーパーあずさ号の車内販売でも取り扱っていたが、2019年3月に車内販売の縮小に伴い取りやめている。
1995年頃まで高原野菜とカツの弁当は新宿駅でも取り扱いがあり、大船駅の鰺の押し寿司と並んで販売されていた。2012年3月時点では新宿駅「駅弁屋」や東京駅「旨囲門」でカツサンドや一部の駅弁が日替わりで販売されている事がある。また東京駅「ニッポンの駅弁」では同社製造の山水樓ブランドの弁当が販売されている。その他各地の百貨店の駅弁フェスタに出品されることがある。

## ギャラリー
- 元気甲斐
- うまい甲斐弁当
- 高原野菜とカツの弁当
- 甲州ワインで育った牛と豚の弁当
- やまのごはん
- 風林火山
- 甲州とりめし
- 春まん甲斐弁当
- 甲州とりもつべんとう
- 塩こうじ焼弁当
- 甲州ワインランチ
- 甲州丼飯
- 鮑の炊き込みめし
- 甲州ワインビーフの牛めし
- 甲州牛かつサンド
- 信州牛と筍ごはん
- 鮑の炊き込み飯と信州サーモンの押寿司
- 夏の信州牛ご飯
- 信州牛と松茸ごはん
- そば屋の天むす
- りんごダレ使用炭火焼肉弁当
- 八ヶ岳弁当(新駅舎開業記念バージョン)
- 信州安養寺味噌の鶏弁当
- 八ヶ岳高原たまごサンド
- 八ヶ岳高原玉子と炭火焼肉弁当
- 信州産和牛と山菜ごはん
- 甲州赤ワインステーキ弁当
- E353系あずさ弁当
- 鶏めし弁当
- 新宿弁当
- 東京しゅうまい
- 甲州Wワイン弁当
- 牛肉松茸釜めし
- 新宿焼肉弁当
- 信州味噌の西京焼弁当
- 平成限定カツサンド
- 甲州牛ちらし寿司
- 八ヶ岳高原の鶏めし
- 小淵沢丸政の信州牛弁当
- 男の特盛牛めし
- 鰈の西京焼き弁当
- 秋季限定松茸弁当
- ノッてる甲斐 八ヶ岳高原ののりべん
- 信州諏訪 炭火焼牛うな弁当
- 高原野菜とからあげの弁当